# Campionat del Món de motociclisme femení
El Campionat del Món de motociclisme femení (en anglès i oficialment FIM Women's Circuit Racing World Championship, escurçat com WorldWCR o WCR, de Women's Circuit Racing) és una competició organitzada per la Federació Internacional de Motociclisme (FIM) i Dorna Sports, l'empresa que també organitza els campionats del món de MotoGP i de Superbike, dins el qual s'engloba el WCR com a categoria de suport.
Se'n va anunciar la creació el 29 d'abril de 2023 durant el Gran Premi d'Espanya, al circuit de Jerez. El mes d'octubre d'aquell any es van donar a conèixer els detalls del campionat, entre els quals la previsió que començaria el mes de juliol de 2024 amb un total de 12 curses en 6 rondes, coincidint amb les rondes europees del Campionat del Món de Superbike. El campionat estava previst per a un total de 22 pilots fixes d'edats compreses entre els 18 i els 50 anys, més dues invitacions addicionals per cursa, totes elles competint amb la mateixa motocicleta (Yamaha YZF-R7) i pneumàtics Pirelli.

## Temporades

### 2024
| Ronda | Gran Premi                            | Data           |
| ----- | ------------------------------------- | -------------- |
| 1     | Misano World Circuit Marco Simoncelli | 16 de juny     |
| 2     | Donington Park                        | 14 de juliol   |
| 3     | Autódromo Internacional do Algarve    | 11 d'agost     |
| 4     | Balaton Park Circuit                  | 25 d'agost     |
| 5     | Circuit de Cremona                    | 22 de setembre |
| 6     | Circuït de Jerez - Ángel Nieto        | 13 d'octubre   |

Durant les proves classificatòries del primer Gran Premi, el de Misano, la pilot barcelonina Sara Sánchez, de l’equip 511 Terra&Vita, es va classificar en segon lloc per a la graella de sortida, a només 51 mil·lèsimes de la castellanomanxega María Herrera, que va fer la pole position.

## Llista de campiones
A 21 de novembre de 2024
| Any  | Campiona     | Equip                        |
| ---- | ------------ | ---------------------------- |
| 2024 | Ana Carrasco | Evan Bros Racing Yamaha Team |